# Harrachové

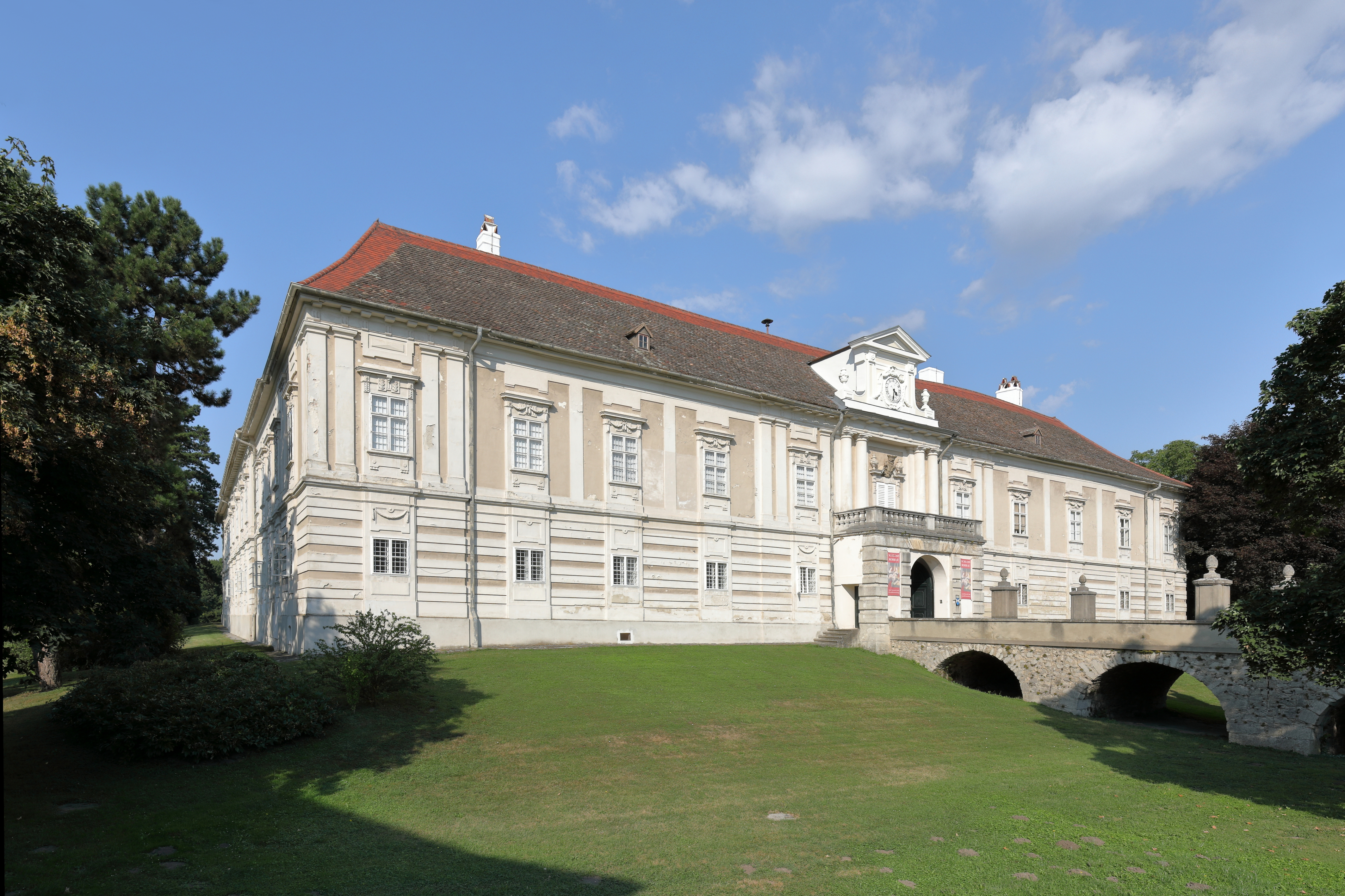
Zámek Rohrau, Rakousko, majetek Harrachů od roku 1524

Harrachové (Harrach zu Rohrau) jsou rakouský šlechtický rod českého původu. Harrachové se připomínají od 13. století v jižních Čechách, své jméno odvozují od názvu dnes již neexistující vesnice Harachy (Horach). Historik Matthäus Klimesch usuzuje, že se jednalo o vesničku Hora (Horra, Hory) ve farnosti Zátoň. Po rozdělení rodu na českou a rakouskou větev dosáhli většího významu rakouští Harrachové, kteří dosáhli říšského panského stavu (1552) a v osobě vlivného císařského rádce Karla z Harrachu (1570–1628) titul říšských hrabat (1623). V 17. století získali Harrachové značný majetek v Čechách, který rozšiřovali i později, a zařadili se mezi nejvýznamnější šlechtu v habsburské monarchii. Členové rodu dosáhli vysokých postů v církvi, Arnošt Vojtěch z Harrachu (1598–1667) byl nejdéle působícím pražským arcibiskupem (1623–1667) a kardinálem. V 17. a 18. století zastávali nejvyšší funkce u císařského dvora, v zemské správě, armádě a diplomacii, devět osob z rodu Harrachů získalo Řád zlatého rouna, v 19. století se věnovali spíše správě rodového majetku a zapojili se do kulturních aktivit v Čechách. Až do 20. století vlastnili Harrachové v Čechách a na Moravě desetitisíce hektarů půdy, převážně lesů v Krkonoších (panství Jilemnice), v Jeseníkách (panství Janovice) nebo na Vysočině (panství Velké Meziříčí). V 18. století nechali postavit hodnotné barokní zámky v Kuníně a v Náměšti na Hané, nejvýznamnější památkou je novogotický zámek Hrádek u Nechanic ve východních Čechách z první poloviny 19. století. V Československu byl Harrachům majetek zkonfiskován v roce 1945, dnes žijí převážně v Rakousku, kde je od roku 1524 jejich majetkem zámek Rohrau. Jméno Harrachů připomínají názvy lokalit založených na jejich panstvích v Česku, nejznámější z nich je město Harrachov v Krkonoších.

## Historie

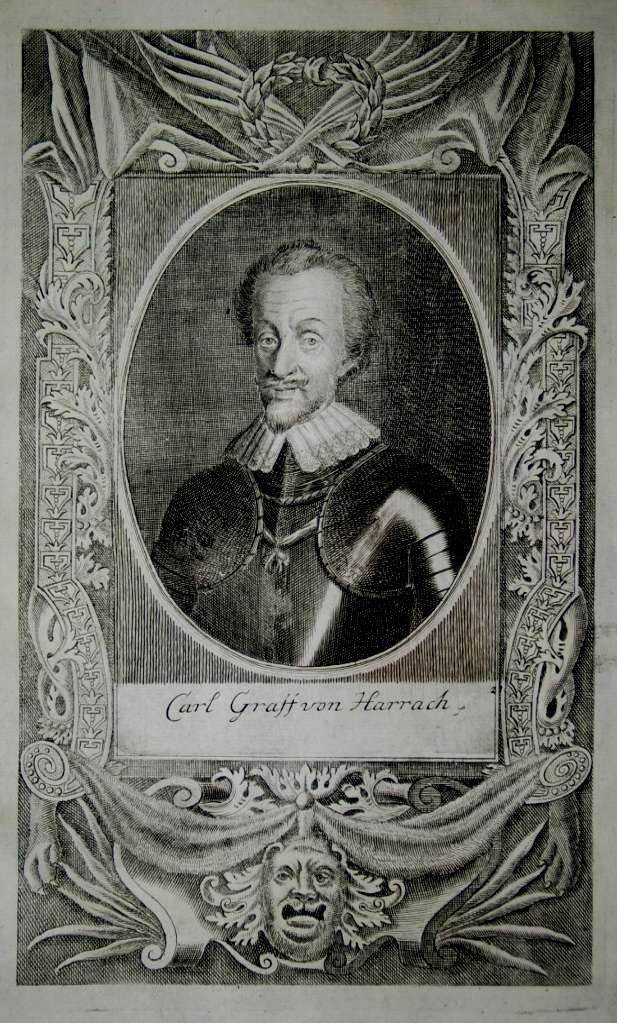
Karel z Harrachu (1570–1628), císařský diplomat, hrabě 1623

Poprvé se připomínají bratři Jan a Beneš v roce 1272 jako svědci na listině pánů z Rožmberka ohledně vyšebrodského kláštera. V roce 1300 se zmiňuje jako majitel tvrze v Rovném (dnes Kladenské Rovné) Bušek z Rovného, který se psal také Bušek z Harrachu. Již koncem 13. století se rod rozdělil na českou a rakouskou větev, jejíž potomci vlastnili statky na rozhraní jižních Čech a Horních Rakous. Čeští Harrachové (Harachéři z Harachova) až do 16. století působili ve službách Rožmberků a vlastnili drobné majetky na Krumlovsku a Kaplicku. Buzek Harachéř z Rovného byl krumlovský purkrabí (naposled je zmiňován v roce 1443). Až v 17. století díky sňatku přesídlil Lambert František († 1696) do východních Čech, později koupil zámek Předboř u Říčan. Byl královským místodržícím a nakonec nejvyšším písařem Českého království. Jeho synové Jan Jáchym (1666–1731) a Ferdinand Markvart (1669–1725) byli povýšeni do českého stavu svobodných pánů (1703), nakonec získali i český hraběcí titul (1705), ale jimi zároveň původní česká větev Harrachů vymřela. Ferdinand Markvart krátce před smrtí získal větší pozemkový majetek, když vlastnil panství Letohrad (1717–1725).
Z rakouských Harrachů se Linhart I. († 1461) stal císařským radou a zemským hejtmanem v Korutansku, jeho vnuk Linhart III. († 1527) zastával post dvorského kancléře a v roce 1524 koupil poblíž Vídně panství Rohrau, které je majetkem rodu dodnes. Linhart IV. (1514–1590) byl císařským nejvyšším komořím a nejvyšším hofmistrem (1564–1567), kromě toho získal dědičnou hodnost nejvyššího štolby v Rakousku a v roce 1585 spolu s Vilémem z Rožmberka obdržel Řád zlatého rouna. V roce 1550 byl povýšen do stavu říšských svobodných pánů se jménem Harrach zu Rohrau. Jeho syn Linhart V. (1542–1597) působil v diplomacii a v letech 1577–1581 byl zemským hejtmanem v Horním Rakousku.

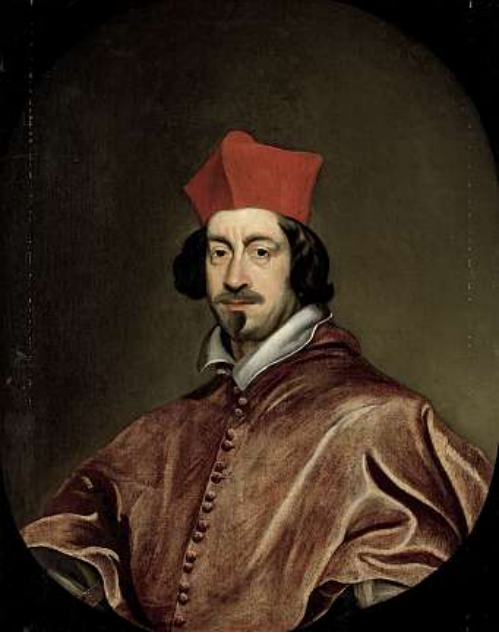
Arnošt Vojtěch z Harrachu (1598–1667), kardinál a pražský arcibiskup (1623–1667)

Vzestup Harrachů mezi nejvýznamnější rody habsburské monarchie zahájil Karel z Harrachu (1570–1628), který patřil k předním diplomatům a poradcům Ferdinanda II. a v roce 1623 byl povýšen na hraběte. Rodové ambice realizoval prostřednictvím sňatků svých dcer, tímto směrem se nakonec ale kariéra Harrachů neubírala, protože Karlovi zeťové Albrecht z Valdštejna a Adam Erdman Trčka z Lípy byli jako zrádci císaře zavražděni v Chebu. Prestiž Harrachů to ale nijak neohrozilo, jejich pozice u dvora byly již pevně pojištěny. Dva Karlovi synové padli v císařských službách za třicetileté války, další syn Arnošt Vojtěch (1598–1667) byl v té době pražským arcibiskupem, později kardinálem. Další Karlovi synové Linhart VII. a Otto Bedřich založili rakouskou a českou rodovou větev.

## Rakouská větev

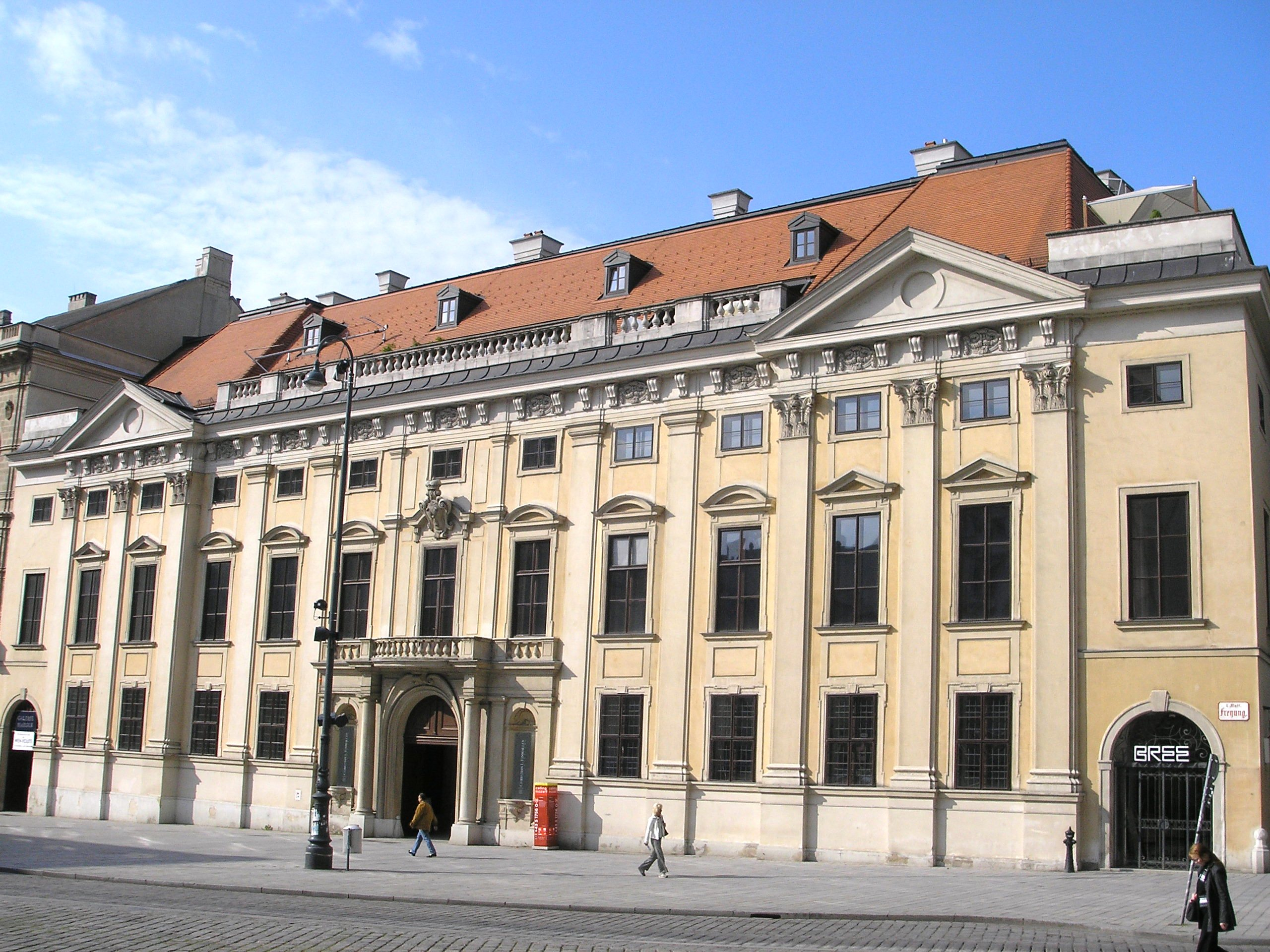
Městský palác Harrachů ve Vídni

Zakladatelem rakouské větve byl Karlův starší syn Linhart VII. (1594–1645), který převzal rodové statky v Rakousku (Rohrau, Aschach), v letech 1631–1637 byl nejvyšším maršálkem císařského dvora a náležela mu také dědičná hodnost nejvyššího štolby v rakouských zemích. Za jeho vnuka Arnošta Antonína (1665–1718) byly zahájeny rozsáhlé stavební úpravy na zámcích Prugg a Aschach za účasti dvorního architekta J. L. Hildebrandta. Přestavby zámků dokončil v další generaci Karel Antonín (1692–1758), který byl císařským nejvyšším lovčím. Z jeho početného potomstva tři synové sloužili v armádě, Leopold (1736–1759) padl za sedmileté války, jeho bratři Alois Arnošt (1728–1800) a Ferdinand Jan (1740–1795) dosáhli hodnosti c. k. polního podmaršála. V další generaci Karel Linhart (1765–1831) proslul jako mecenáš umění a v letech 1826–1831 zastával funkci hraběte dvorské hudby (Hofmusikgraf). Jeho synem Antonínem Linhartem (1815–1886) rakouská větev vymřela a její majetek přešel na potomstvo české větve spolu s dědičnou hodností rakouského nejvyššího štolby.

## Česká větev
Na počátku české větve stál Karlův mladší syn Otto Bedřich (1610–1639), který sloužil v armádě a jako první z rodu získal majetek v Čechách, od svého švagra Albrechta z Valdštejna převzal Horní Brannou. Jeho syn Ferdinand Bonaventura (1636–1706) byl významným diplomatem a ve funkcích císařského nejvyššího štolby (1677–1699) a nejvyššího hofmistra (1699–1705) patřil k předním osobnostem zahraniční politiky habsburské monarchie přelomu 17.a 18. století. Po několika menších nákupech statků v Čechách koupil v roce 1701 za 240 000 zlatých panství Jilemnice, čímž položil základ harrachovského majetku v Krkonoších přetrvávajícího až do 20. století.

Alois Tomáš Raimund z Harrachu (1669–1742), místokrál v Neapoli

Ve dvou generacích Ferdinandových potomků dosáhla rodová kariéra Harrachů svého vrcholu. Ferdinandův nejstarší syn František Antonín (1665–1727) byl arcibiskupem v Salcburku (1709–1727) a pro svou osobu (ad personam) byl povýšen do knížecího stavu. Byl mecenášem barokního umění a pro úpravy salcburských arcibiskupských rezidencí přizval přední architekty (J. B. Fischer, J. L. Hildebrandt). Jeho nejmladší bratr Jan Josef Filip (1678–1764) dosáhl v armádě hodnosti polního maršála a v letech 1738–1762 byl prezidentem dvorské válečné rady. Pokračovatelem rodu byl prostřední z bratrů Alois Tomáš (1669–1742), který vynikl jako diplomat a v letech 1728–1733 byl místokrálem v Neapoli, získal Řád zlatého rouna. Byl třikrát ženatý, jeho druhou manželkou byla Anna Cecílie z Thannhausenu (1674–1721) a v roce 1708 převzal jméno a erb tohoto vymřelého štýrského rodu. S třetí manželkou Marií Ernestinou Ditrichštejnovou (1683–1745), vdovou po neapolském místokráli Janu Václavovi z Gallasu, získal v Čechách Šluknov a Velké Březno a na Moravě Janovice u Rýmařova. Sám přikoupil panství Náměšť na Hané (1726) a nechal postavit zámek v Jilemnici.
Ve státních službách i na poli barokní architektury se uplatnili také Aloisovi synové. Ferdinand Bonaventura II. (1708–1778) byl místodržitelem v Lombardii (1747–1750) a poté dlouholetým prezidentem říšské dvorské rady, získal Řád zlatého rouna. Nechal barokně přestavět zámek v Janovicích, především se ale zasloužil o výstavbu zámku v Náměšti na Hané (1763–1767). Mimo jiné byl přijat do kolegia švábských hrabat, což po zániku Svaté říše římské přineslo Harrachům nárok na titul s oslovením Osvícenost (Erlaucht). Zemřel bez mužského potomstva, Náměšť zdědila dcera Marie Rosa (1758-1814), provdaná Kinská, Kinským pak toto panství patřilo do 20. století. 

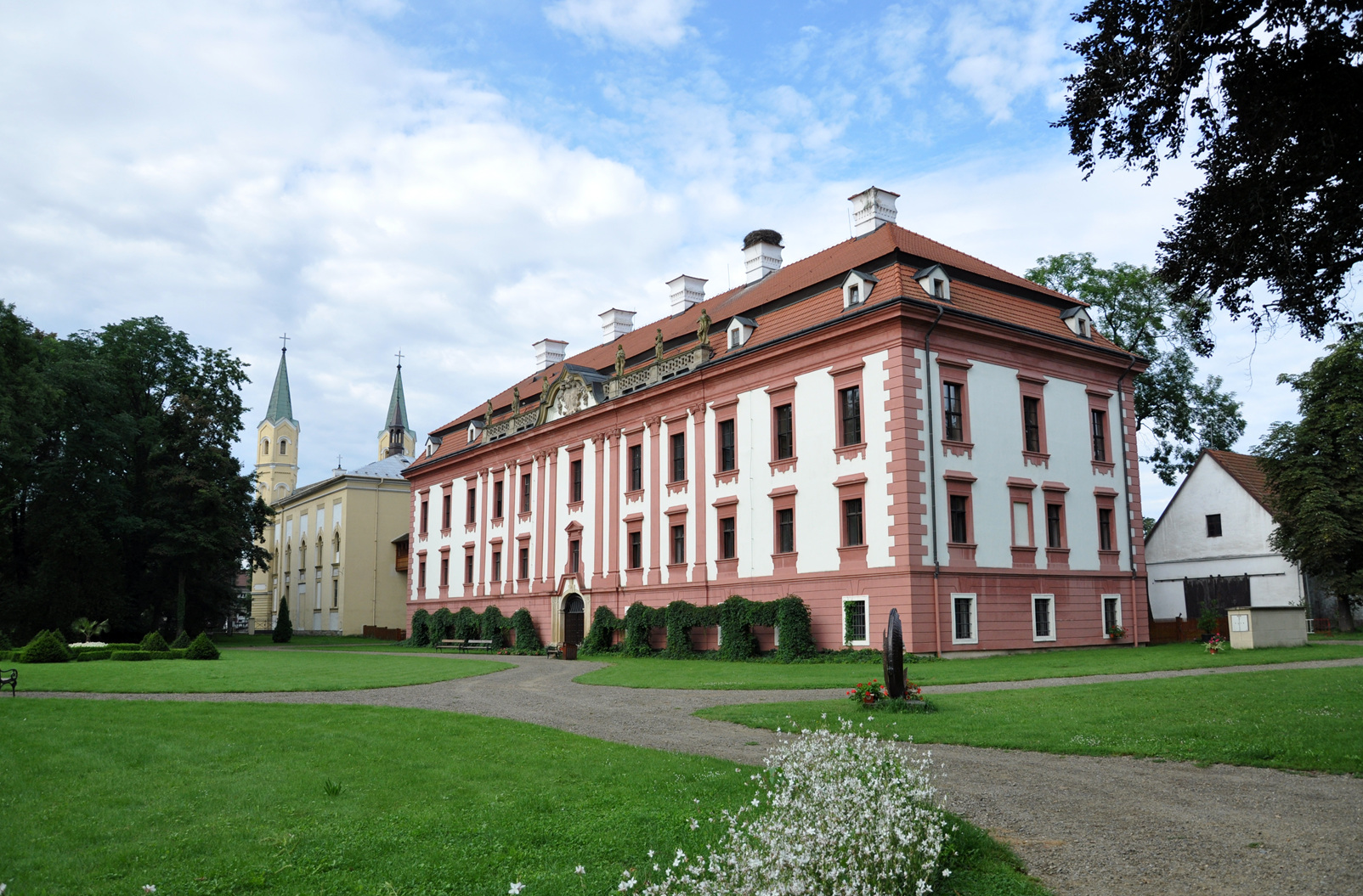
Zámek v Kuníně

Starší Aloisův syn Bedřich August (1696-1749) byl místodržitelem v Rakouském Nizozemí (1741–1744), poté českým nejvyšším kancléřem (1746–1749) a získal také Řád zlatého rouna. Sňatkem s Eleonorou Karolínou z Lichtenštejna (1703–1757) získal panství Kunín na severní Moravě, kde nechal postavit honosný barokní zámek (1726–1745). Se stavbou kunínského zámku souviselo zvýšení robotních povinností a odchod poddaných do sousedního Slezska. Bedřich August tomu chtěl zabránit projevem náboženské tolerance, narazil ale na odpor olomouckého biskupství. Kunín zdědil jeho mladší syn František Xaver (1732–1781), který byl c. k. polním podmaršálkem a zemským velitelem v Lombardii. Dědičkou Kunína byla jeho vnučka Marie Walburga (1762–1828), která z panství učinila společenské centrum osvícenství; ve výchovném a vzdělávacím ústavu (filantropinu), který založila, získal základy vzdělání František Palacký.

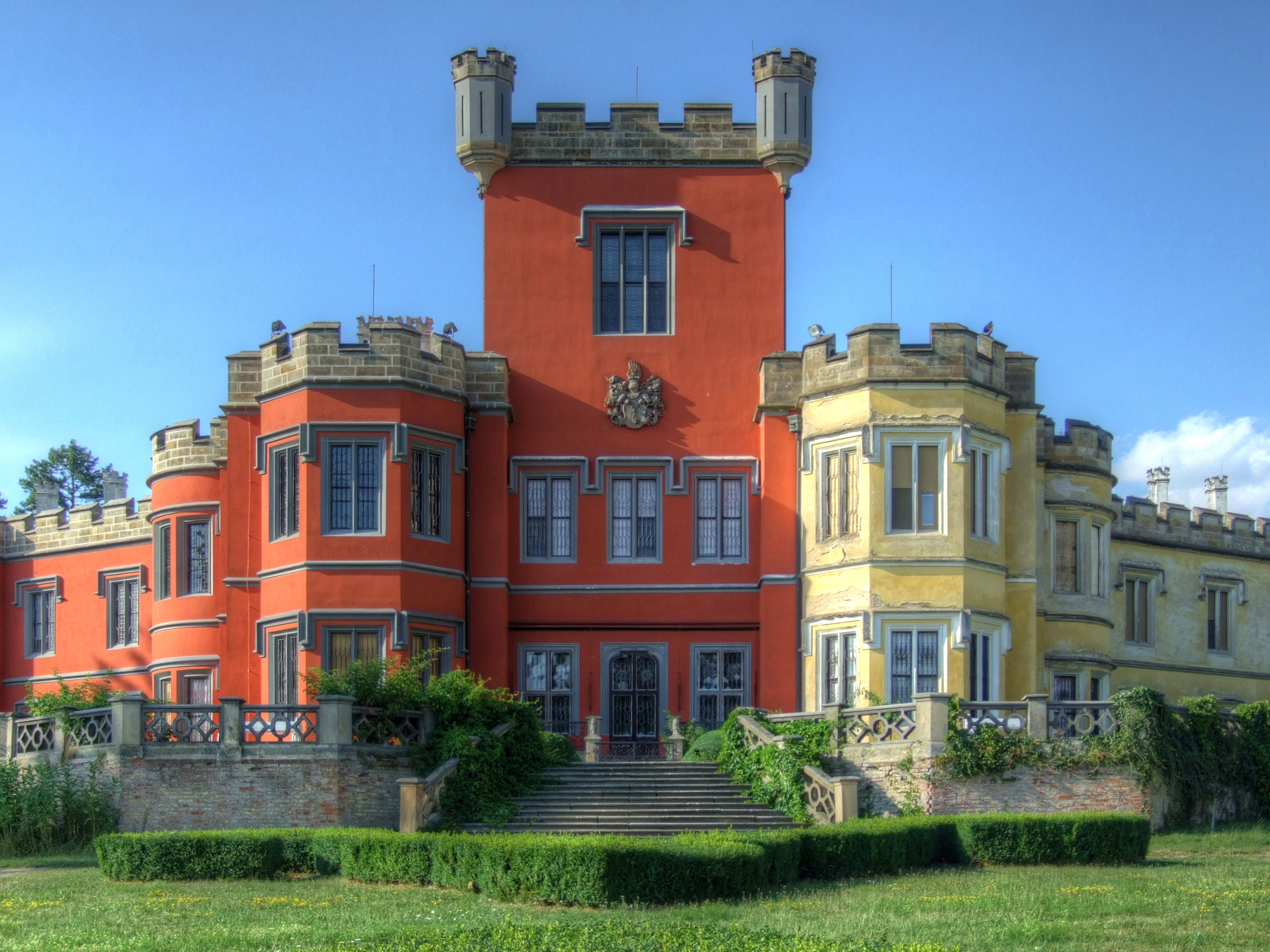
Zámek Hrádek u Nechanic

Bedřichův syn Arnošt Quido (1723–1783) se na rozdíl od předků neangažoval ve státních službách, věnoval se správě majetku, podobně tak i jeho syn Jan Arnošt (1756–1829), který byl sice říšským dvorským radou a rytířem Řádu zlatého rouna, především ale patřil k mecenášům umění a podporovatelům průmyslového rozvoje v Krkonoších. Na Jilemnicku dal podnět k rozmachu textilního, železářského a sklářského průmyslu. Pokračovatelem české větve byl jeho mladší bratr Arnošt Kryštof (1757–1838), zatímco další bratr Ferdinand Josef (1763–1841) díky sňatku přesídlil do Pruska a založil pruskou odnož. Jeho dcera Augusta (1800–1873) se stala morganatickou manželkou pruského krále Fridricha Viléma III., který ji povýšil na kněžnu lehnickou (1824). Hlavním sídlem pruské větve byl zámek Klein Krichen (dnes Krzeczyn Maly v Polsku), potomstvo této linie dnes reprezentuje Albrecht Leopold z Harrachu (* 1936).
Pokračovatelem české větve byl syn Arnošta Kryštofa František Arnošt (1799–1884), který po strýci zdědil Jilemnici a Janovice (1829), po otci Šluknov a Velké Březno (1838). Dalšími nákupy rozšířil majetek na Královéhradecku a v letech 1841–1854 nechal jako nové rodové sídlo postavit novogotický zámek Hrádek u Nechanic. Byl c. k. tajným radou, komořím, poslancem českého zemského sněmu a v roce 1861 získal dědičné členství v rakouské panské sněmovně, obdržel také Řád zlatého rouna. Jeho starší syn Jan Nepomuk (1828–1909) byl c. k. tajným radou, komořím, dědičným členem rakouské panské sněmovny a také rytířem Řádu zlatého rouna. Především ale v mnoha oblastech patřil k významným osobnostem v Čechách v 19. století. Byl předsedou Společnosti Národního muzea, kurátorem Matice české, angažoval se při stavbě Národního divadla, podporoval kulturní život české menšiny ve Vídni a byl členem řady hospodářských spolků a institucí. Mimo jiné proslul tím, že své zaměstnance v Krkonoších vybavil lyžemi (1892) a přispěl tak k rozvoji lyžování v Čechách. Kromě zděděného majetku vlastnil krátce velkostatky Konárovice (1856–1872) a Žinkovy (1883–1897), kde nechal přistavět novou zámeckou budovu. Po své první manželce Marii Markétě Lobkovicové (1837–1870) převzal jihočeské panství Želeč a především po vymřelé rakouské větvi v roce 1886 zdědil velkostatky Prugg a Rohrau poblíž Vídně. Dědicem tohoto majetku byl jeho syn Otto Jan Nepomuk (1863–1935), c. k. komoří a rytíř Maltézského řádu. Jeho syn Jan Nepomuk (1904–1945) i po provedení pozemkové reformy vlastnil v Československu přibližně 10 000 hektarů půdy, z toho polovina byly lesy v Krkonoších. V roce 1939 se přihlásil k německé národnosti a v roce 1945 mu byl majetek zkonfiskován.
Alfréd Karel (1831–1914), mladší bratr Jana Nepomuka, zdědil Janovice, kde soustředil vzácné umělecké sbírky a lovecké trofeje ze svých zahraničních cest. Ve sběratelské činnosti pokračoval i jeho syn František Maria (1870–1937), který byl c. k. tajným radou, poslancem moravského zemského sněmu a důstojníkem. Do historie vstoupil především v roce 1914, kdy doprovázel Františka Ferdinanda na inspekční cestě do Sarajeva. V Harrachově automobilu podlehl následník trůnu s manželkou atentátu. František Maria se jako majitel rozsáhlých lesních porostů angažoval v řadě hospodářských spolků a institucí, a to i v po zániku monarchie a vzniku Československa. Kromě Janovic zdědil v roce 1908 po strýci Rudolfu Lobkovicovi panství Velké Meziříčí, z majetku vymřelé rakouské větve převzal Aschach v Horních Rakousích. Ze tří manželství měl dvě dcery, starší Josefína (1905–2000), provdaná Podstatská, zdědila Velké Meziříčí, které vlastnila do roku 1948, a protože se přihlásila k české národnosti, zámek jí byl v roce 1992 vrácen. Druhá dcera Anna Marie (1906–2001) byla manželkou maďarského diplomata Zikmunda Rosty-Forgáche a dědičkou Janovic, tento velkostatek byl rodině v roce 1945 zkonfiskován. Nejmladší dcera Alice (1916–2006), provdaná Dreihann-Holenia, zdědila Aschach, který v roce 1959 prodala.

## Erb
Ve znaku mají tři pštrosí pera zastrčená ve zlaté kouli, klenot se postupem času měnil.

## Osobnosti

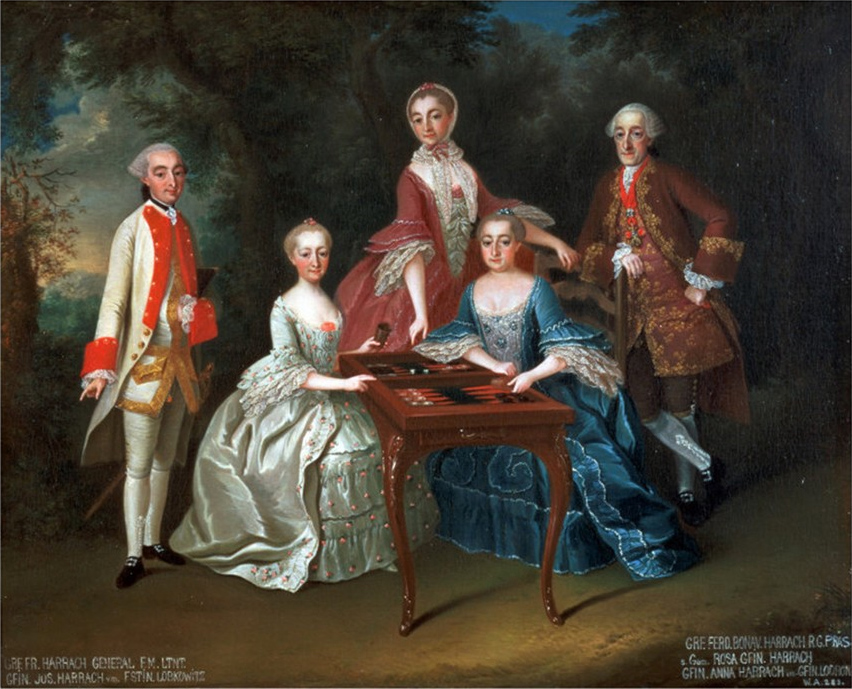
J. W. Hofnas, Skupinový portrét Harrachů (kolem 1755). Zleva: hrabě František Xaver (1732–1781), hraběnka Marie Josefina (1727–1788), hraběnka Marie Rosa (1721–1785), hraběnka Marie Anna (1725–1780) a hrabě Ferdinand Bonaventura II. Antonín (1708–1778).

- Linhart IV. (1514–1590), císařský diplomat, tajný rada, nejvyšší hofmistr, 1552 svobodný pán, rytíř Řádu zlatého rouna
- Linhart V. (1542–1597), císařský diplomat, tajný rada, zemský hejtman v Dolním Rakousku
- Karel (1570–1628), císařský diplomat, tajný rada, 1623 hrabě, rytíř Řádu zlatého rouna
- Linhart VII. (1594–1645), nejvyšší maršálek císařského dvora
- Arnošt Vojtěch (1598–1667), arcibiskup pražský a kardinál
- Lambert František (1633-1696), zemský podkomoří 1671–1682, nejvyšší písař Českého království 1682–1696
- František Antonín (1665–1727), vídeňský biskup, salcburský arcibiskup (1709–1727)
- Ferdinand Bonaventura (1636–1706), diplomat, nejvyšší štolba 1677–1699, nejvyšší hofmistr 1699-1705, rytíř Řádu zlatého rouna
- Alois Tomáš Raimund (1669–1742), diplomat, místokrál v Neapoli 1728–1733, rytíř Řádu zlatého rouna
- Jan Josef Filip (1678–1764), polní maršál, prezident dvorské válečné rady 1739–1762
- Karel Antonín (1692–1758), císařský nejvyšší lovčí
- Bedřich August (1696–1749), místodržitel v Rakouském Nizozemí 1741–1744, nejvyšší kancléř 1746-1749, rytíř Řádu zlatého rouna
- Jan Arnošt Emanuel (1705–1739), diplomat, biskup v Nitře 1735–1739
- Ferdinand Bonaventura II. (1708–1778), místodržitel v Lombardii 1747–1750, prezident říšské dvorské rady, rytíř Řádu zlatého rouna
- Alois Arnošt (1728–1800), c. k. polní podmaršál, tajný rada
- František Xaver (1732–1781), generál, zemský velitel v Lombardii
- Ferdinand Jan Josef (1740–1795), c. k. polní podmaršál, tajný rada
- Jan Arnošt (1756–1829), říšský dvorní rada, rytíř Řádu zlatého rouna
- Karel Boromeus (1761–1829), lékař, spisovatel
- František Arnošt (1799–1884), poslanec Českého zemského sněmu, člen Panské sněmovny, mecenáš, rytíř Řádu zlatého rouna
- Augusta (1800–1873), manželka pruského krále Bedřicha Viléma III., 1824 kněžna lehnická
- Jan Nepomuk (1828–1909), poslanec českého zemského sněmu, dědičný člen rakouské panské sněmovny, rytíř Řádu zlatého rouna
- Ferdinand Bedřich (1832–1915), malíř, krajinář a portrétista, historik umění
- František Maria (1870–1937), poslanec moravského zemského sněmu, pobočník následníka trůnu arcivévody Františka Ferdinanda
- Gabor Harrach (* 1971) – televizní a filmový producent žijící v New Yorku

## Rodová sídla v Čechách a na Moravě

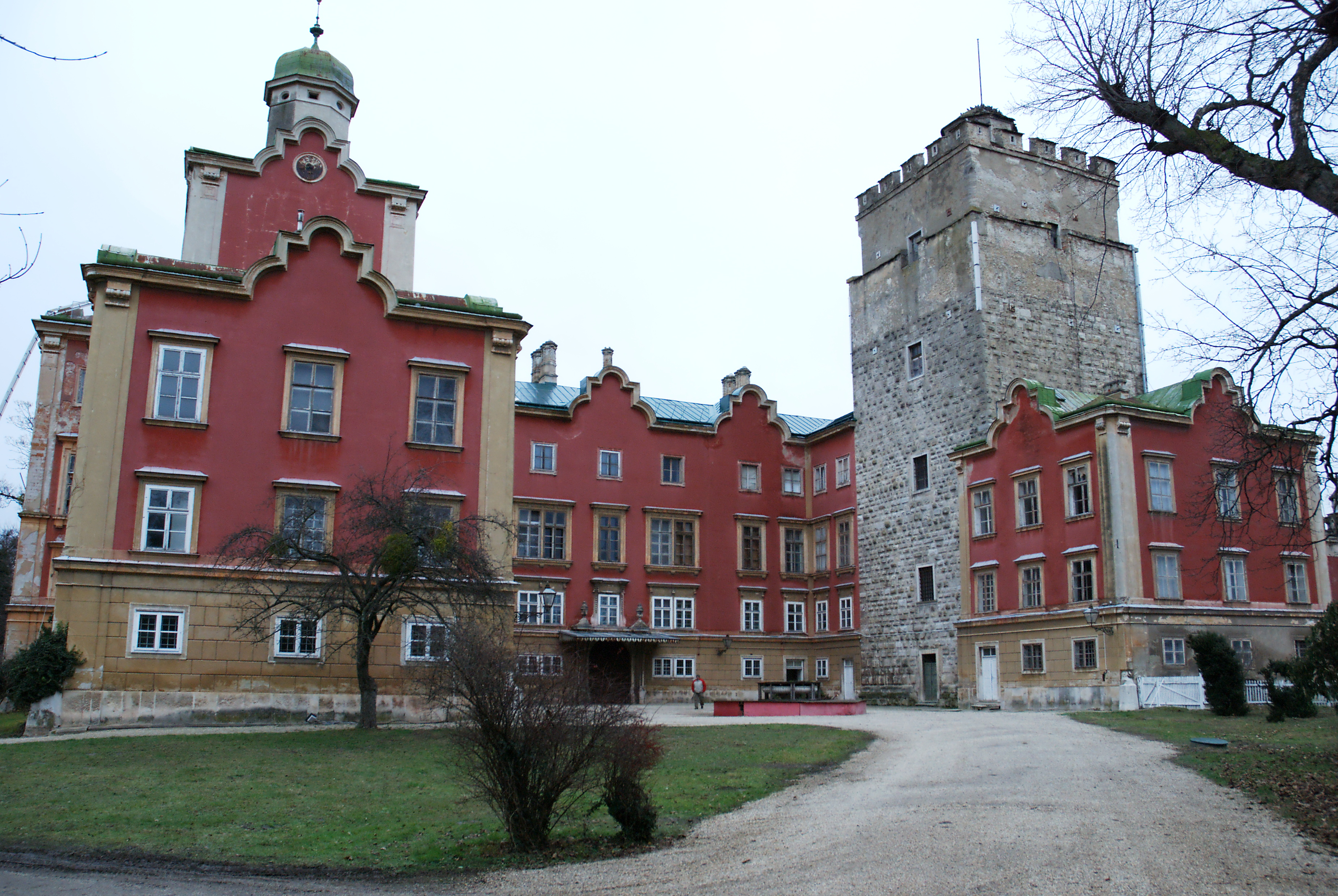
Zámek Prugg v Rakousku

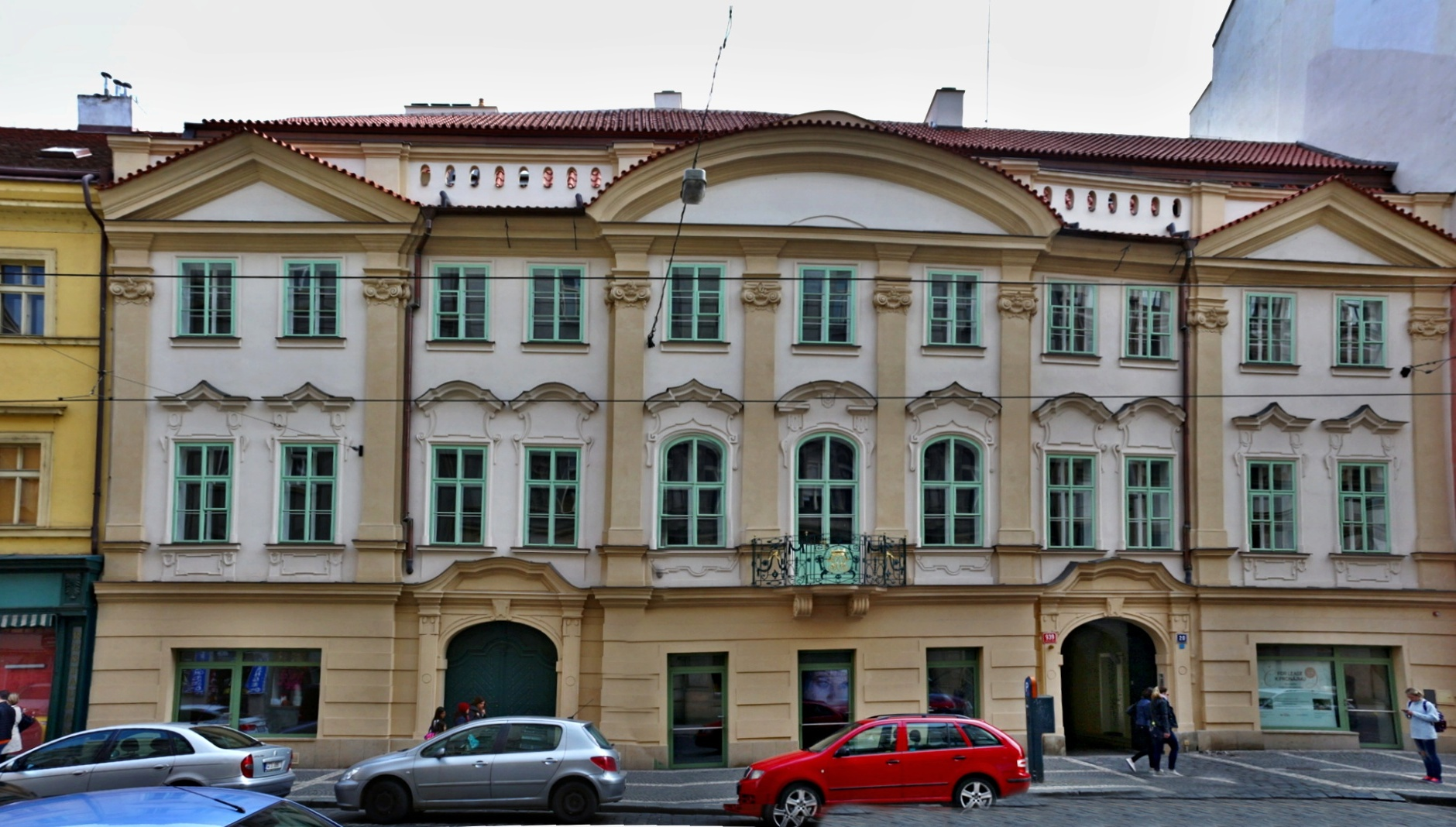
Harrachovský palác v Praze

- Harrachovský palác v Praze
- Horní Branná (1638–1945)
- Hrádek u Nechanic (1854–1945)
- Janovice u Rýmařova (1721–1945)
- Jilemnice (1701–1945)
- Konárovice (1856–1872)
- Kunín (1723–1828)
- Náměšť na Hané (1726–1814)
- Šluknov (1721–1876)
- Velké Březno (1721–1841)
- Velké Meziříčí (1908–1948)
- Žinkovy (1883–1897)

## Pohřebiště
- Harrachovská hrobka v Horní Branné

## Galerie

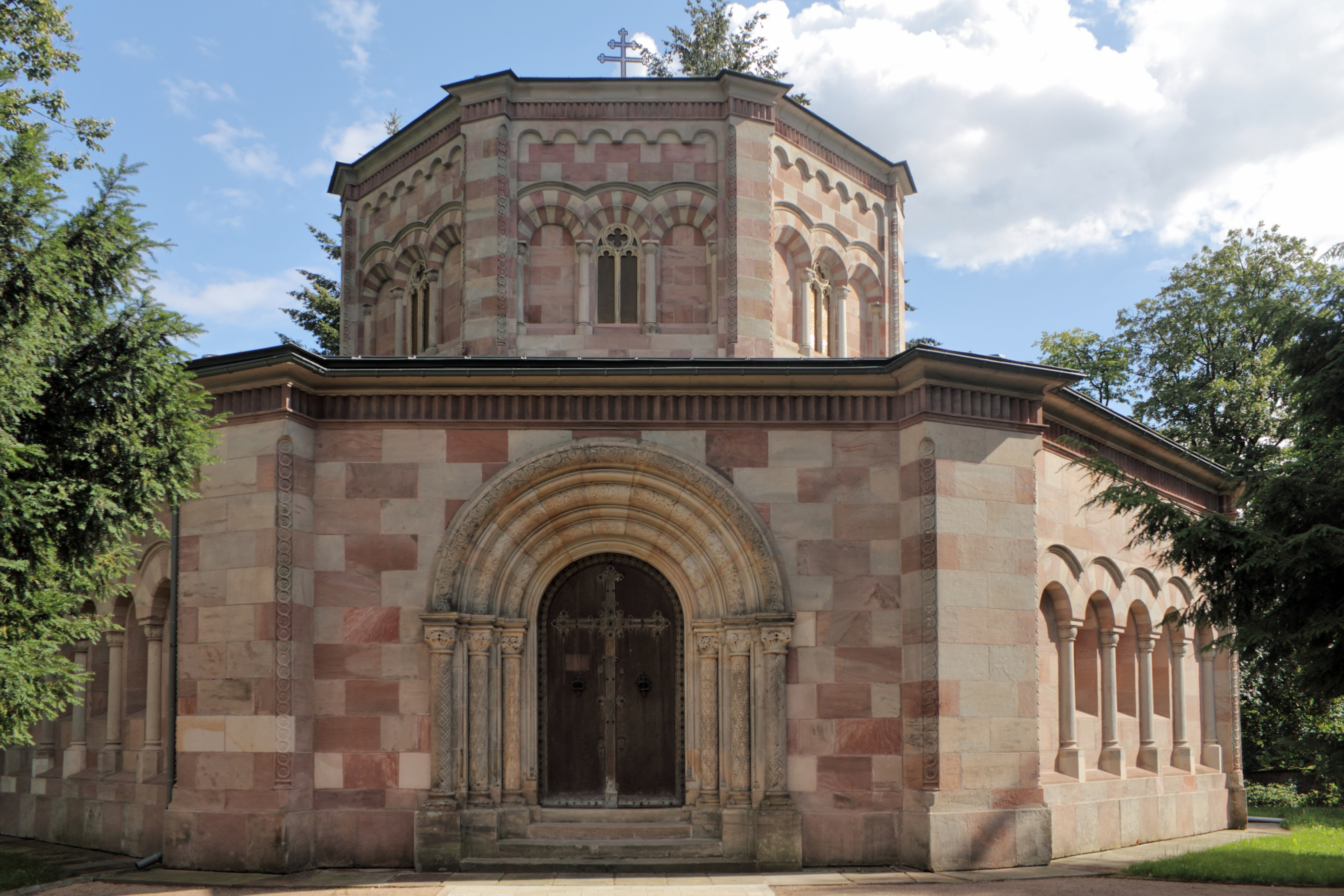
Hrobka Harrachů v Horní Branné
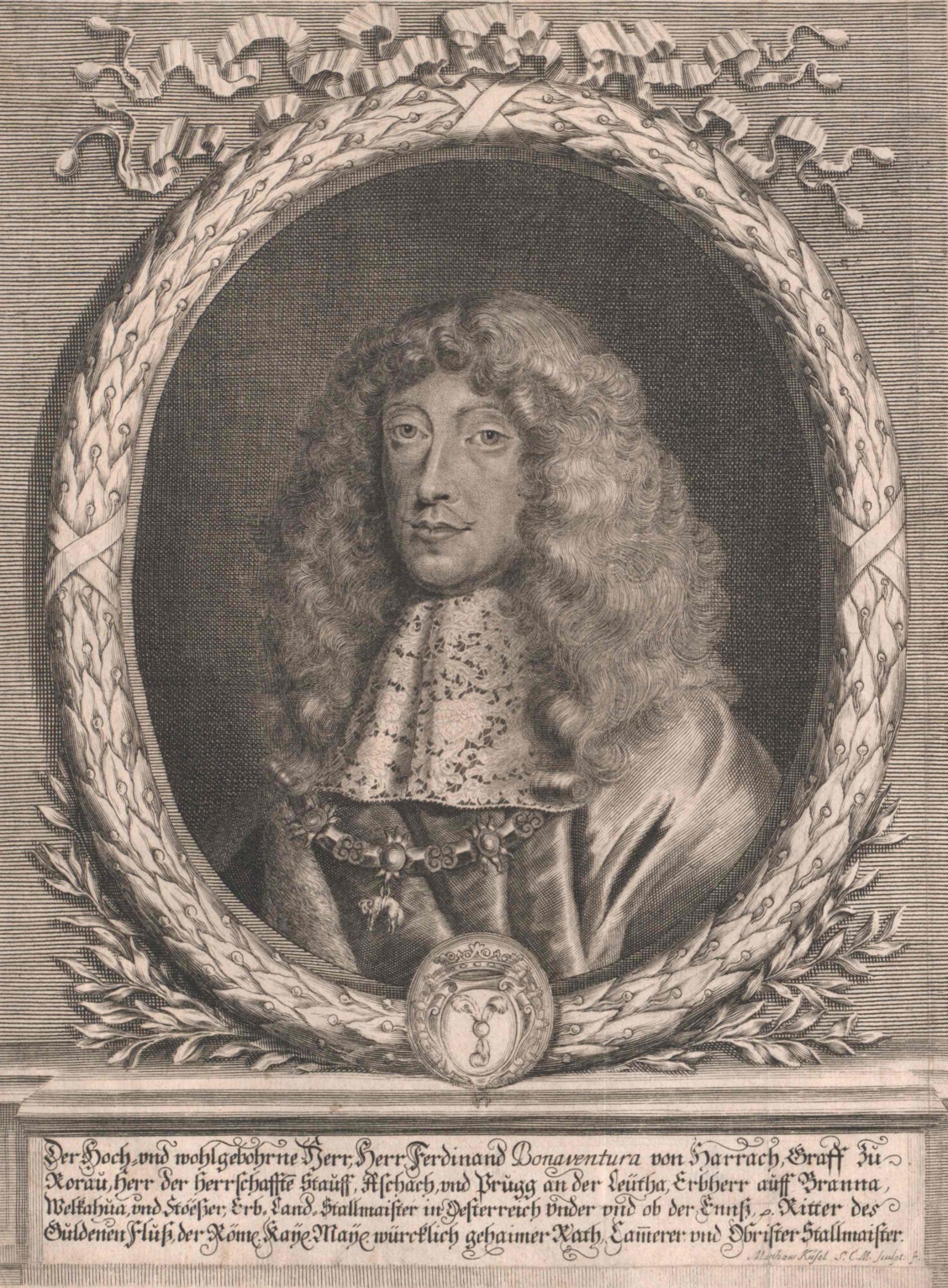
Ferdinand Bonaventura z Harrachu (1636-1706), císařský diplomat a nejvyšší hofmistr
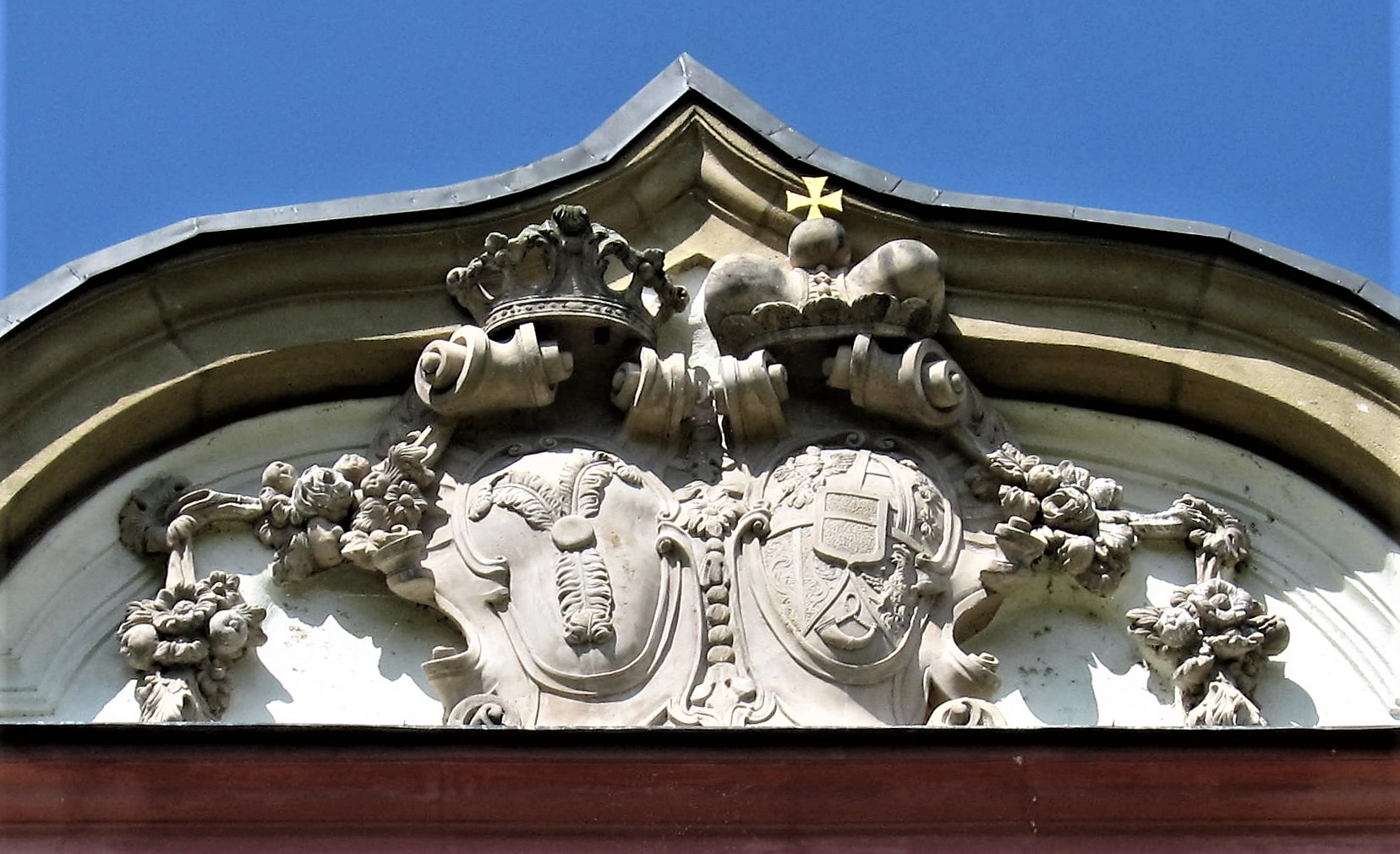
Alianční erb Harrachů a Lichtenštejnů na zámku Kunín
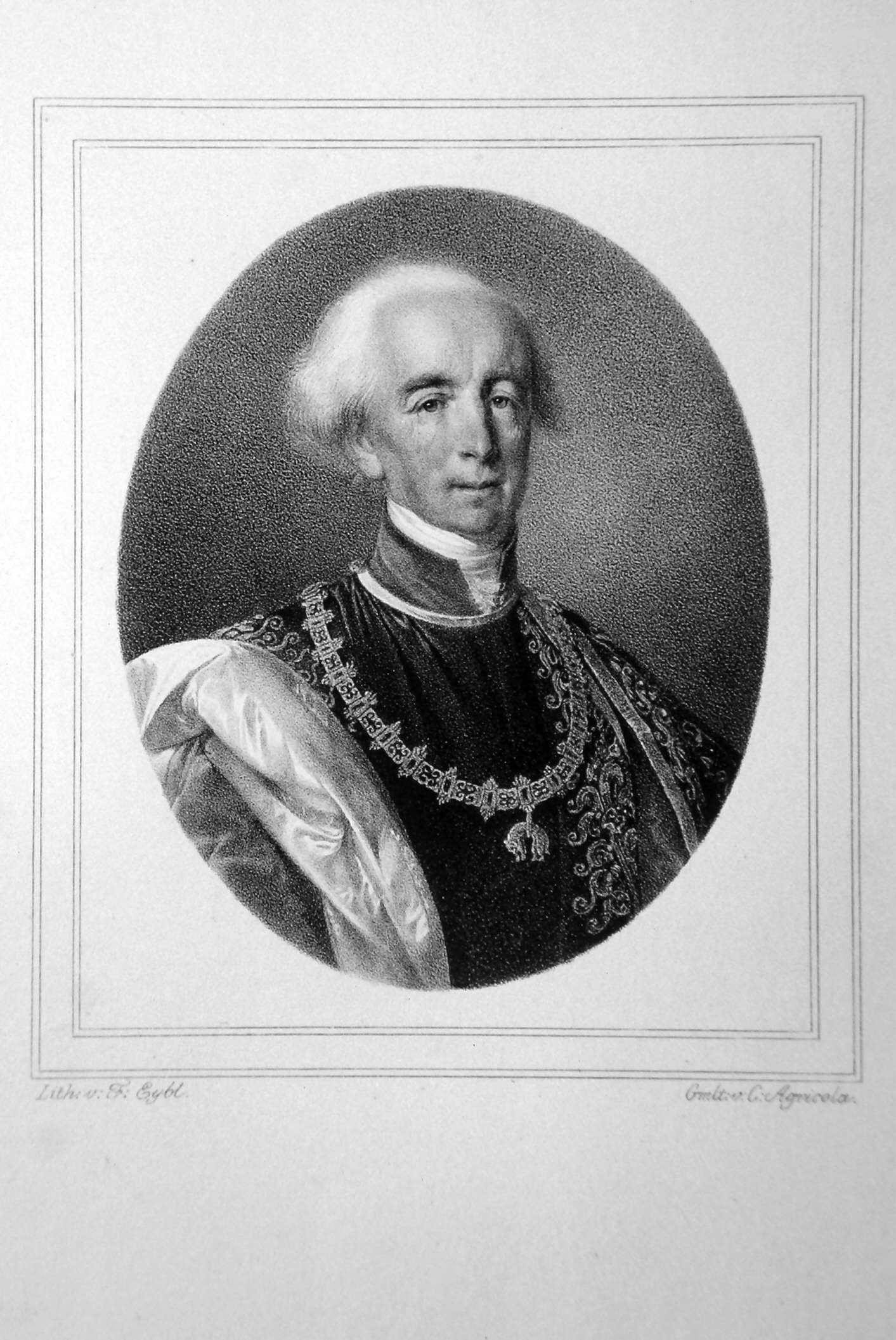
Jan Nepomuk Arnošt z Harrachu (1756–1829)
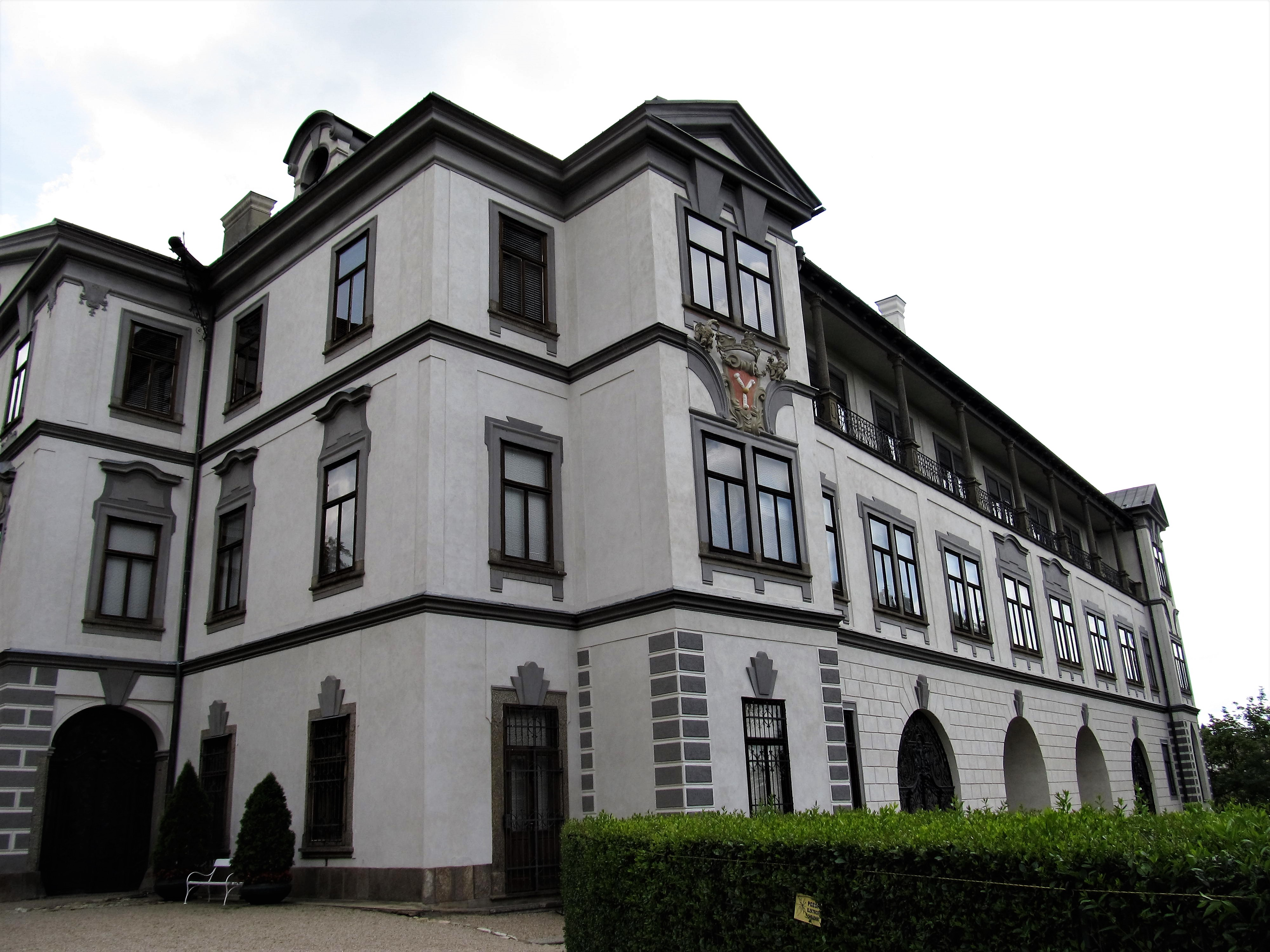
Zámek Velké Meziříčí s erbem Harrachů
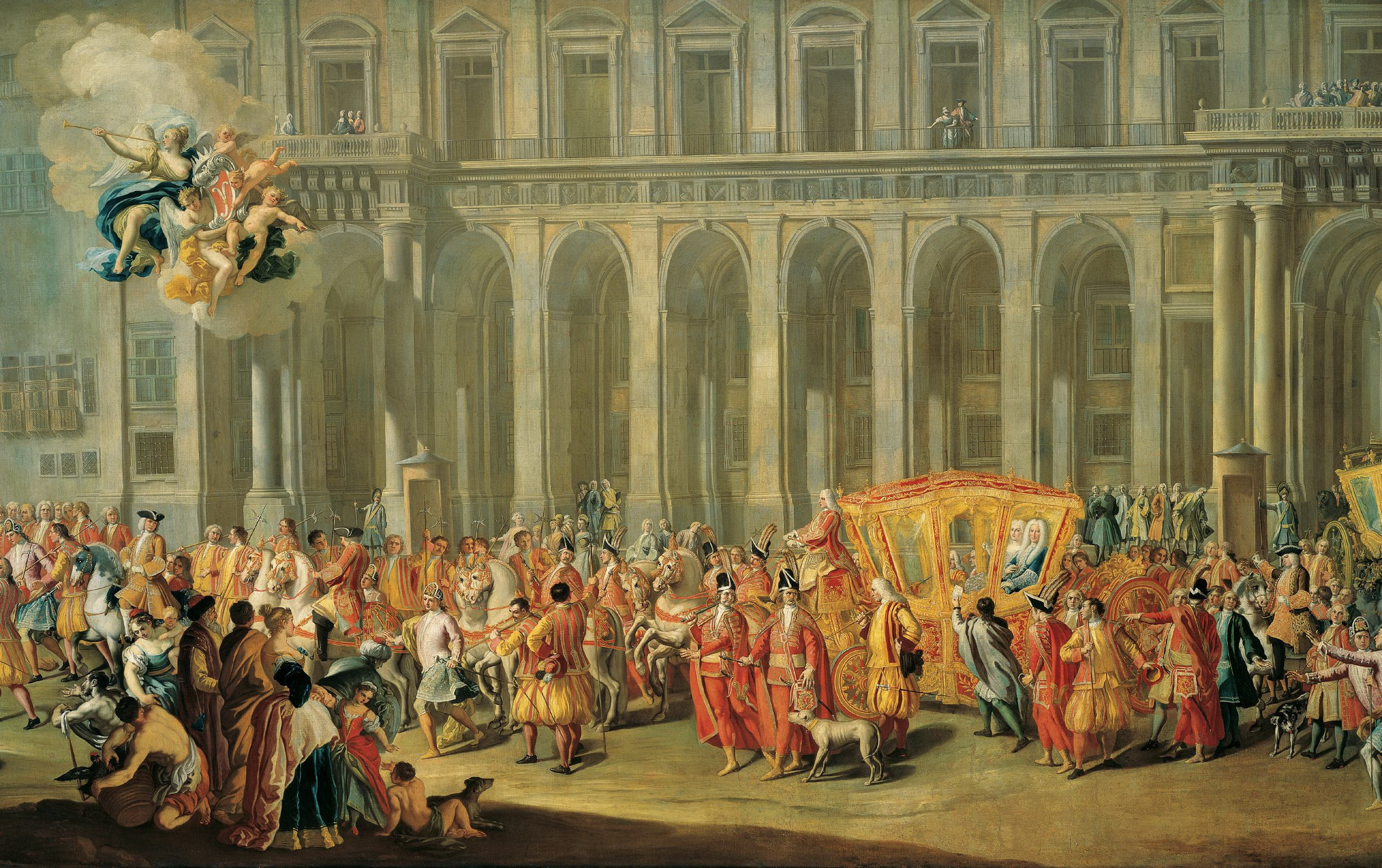
Příjezd Aloise Tomáše z Harrachu jako místokrále do Neapole (1730)
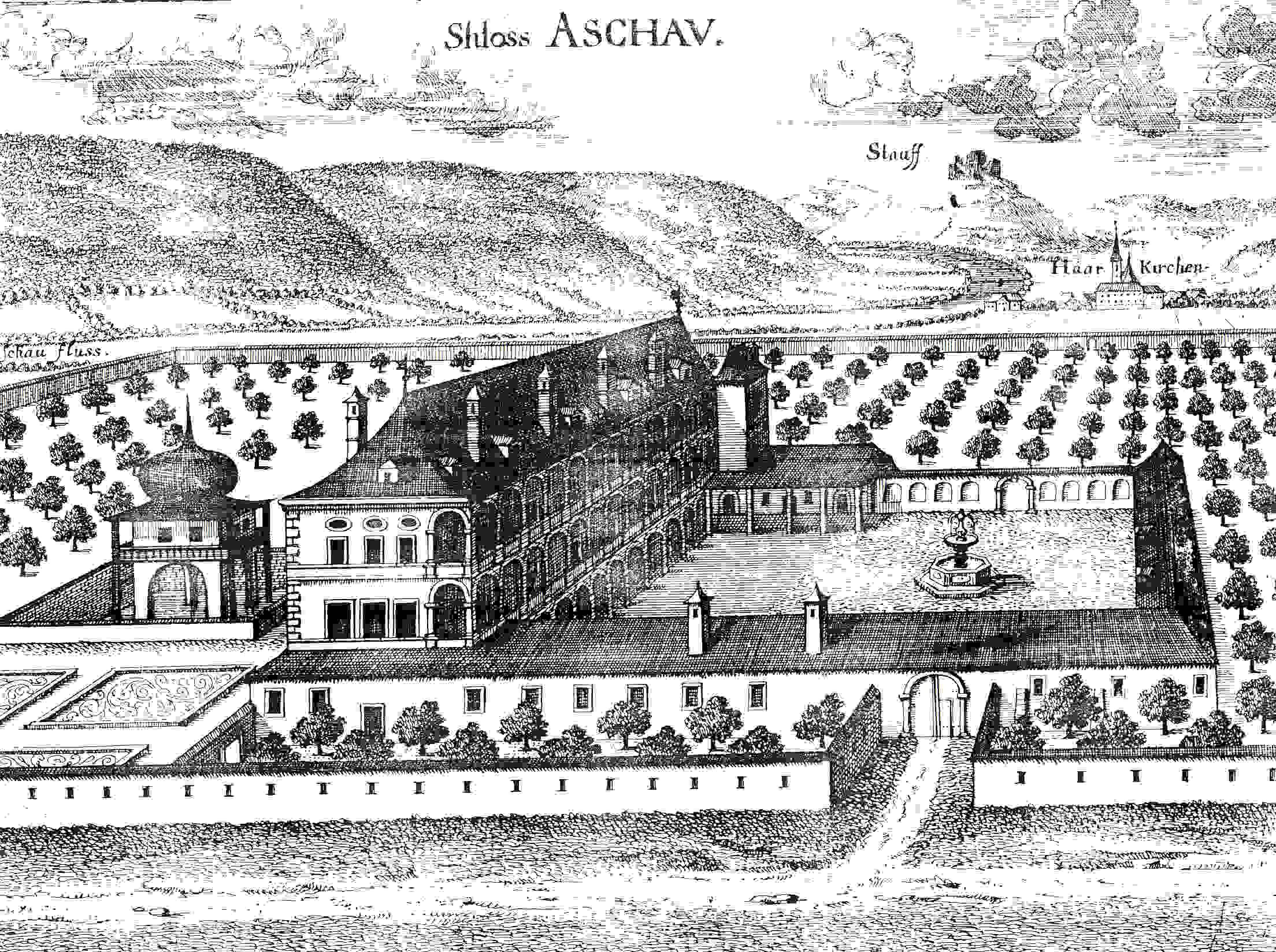
Zámek Aschach v Rakousku (1674)
František Maria Harrach (1870-1937)
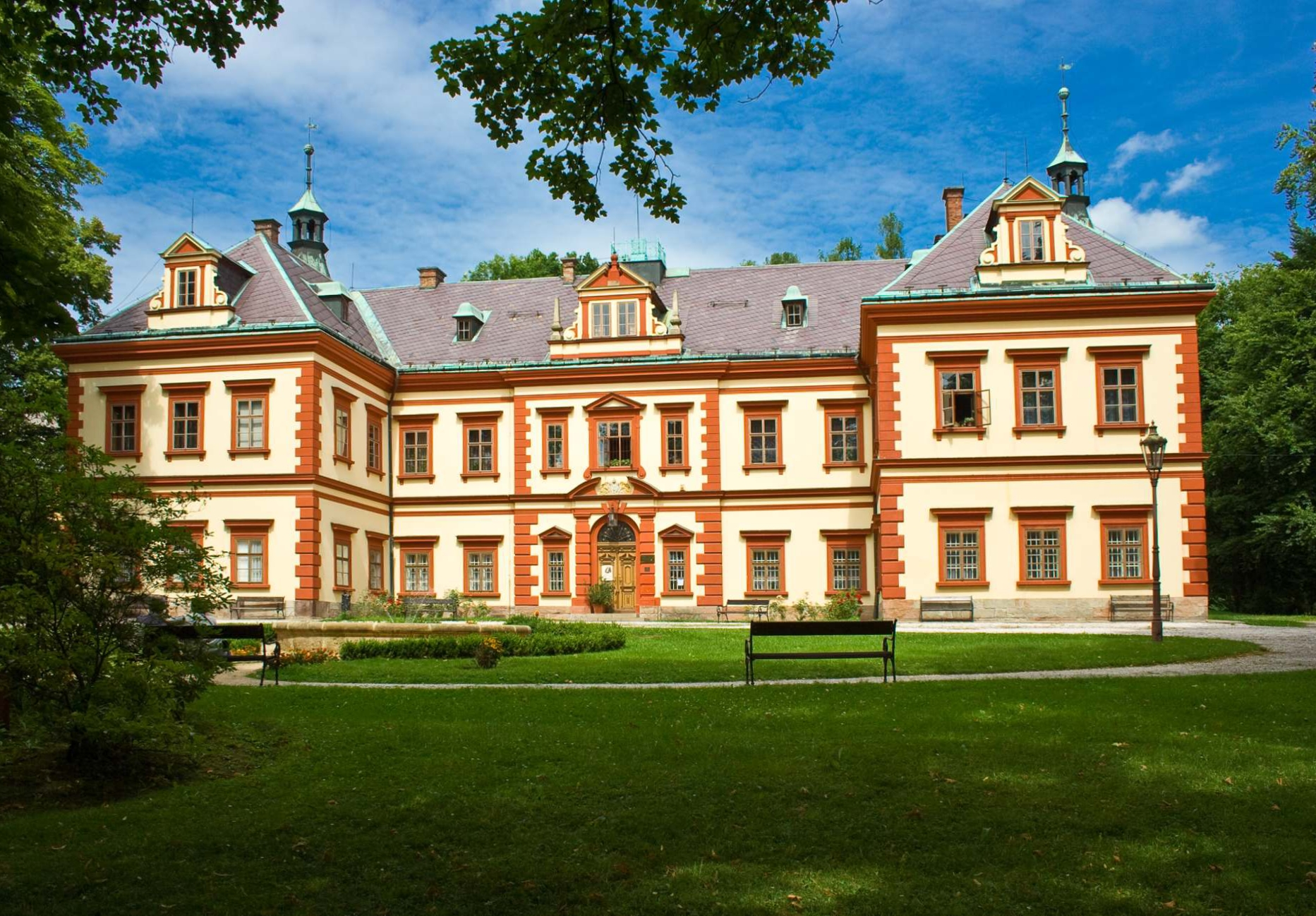
Zámek Jilemnice